# Afterparty (игра)
Afterparty — компьютерная игра в жанре приключения, разработанная компанией Night School Studio, ранее выпустившей игру Oxenfree (2016). Игра вышла 29 октября 2019 года на платформах Microsoft Windows, macOS, PlayStation 4, Xbox One и Nintendo Switch.

## Сюжет
Сюжет игры рассказывает о двух студентах колледжа, которым довелось попасть в преисподнюю. Главные герои Afterparty — закадычные друзья Мило и Лола. После некоего инцидента они умерли и угодили в Ад. Протагонистам это не нравится, поэтому они отыскали путь назад в мир живых: им нужно всего лишь доказать Сатане, кто тут самый стойкий по выпиванию алкоголя. Да, вам предоставят возможность перепить самого Князя Тьмы. Однако перед тем, как встретиться лицом к лицу с Дьяволом, игроку нужно будет «практиковаться» в местных барах и прочих подобных заведениях неонового ада.

## Игровой процесс
Бродя по улицам разврата, игроки могут зайти в караоке-бар, поговорить с местным барменом и продемонстрировать свои вокальные данные. Если захочется большего, то всегда найдется кучка байкеров-демонов, которые не прочь сыграть в пиво-понг. Разработчики создали множество уникальных баров, каждый из которых со своей отличительной экосистемой.
Система диалогов подобна играм от Telltale — три варианта ответа, а вместо «молчания» будет вариант «выпить». Иногда последний вариант — единственное верное решение. Различные напитки дают игроку разные эффекты «храбрости». Например, один обострит ваше остроумие, а другой позволит заговорить с таинственным демоном, на которого вы оглядывались всю ночь.
Afterparty поощряет эксперименты игроков, события будут адаптироваться под их действия, создавая уникальные пути развития сюжета.

## Оценки
Рецензент 3dnews положительно отнесся к сюжету игры: он отметил «великолепные диалоги» и «шикарно подобранных актеров», атмосферу в самой игре («люди и демоны постоянно куда-то ходят, пьют, стоят у столиков или барных стоек и что-то бурно обсуждают»), хорошие шутки. Недостатком отметил частые подтормаживания игры, разочаровывающие моменты в геймплее, такие как не меняющий диалоги выбор напитков, скучные мини-игры и неинтерактивный мир.
Игра получила оценку «в целом благоприятная» на Metacritic с оценкой 75. Обозреватель PC Gamer заявил, что «эти отношения между Лолой и Мило, эти остроумные шутки, заставившие меня смеяться каждую минуту и общая смелость всего происходящего от Night School Studio, рискующими комфортом игрока, сделали Afterparty даже большим, чем я ожидал».